# Peperomia schwackei
Peperomia schwackei är en pepparväxtart som beskrevs av C. Dc.. Peperomia schwackei ingår i släktet peperomior, och familjen pepparväxter. Inga underarter finns listade i Catalogue of Life.